# Maximilian Witt
Maximilian Witt (* 20. März 1887 in Mewe; † 20. Juli 1942 im KZ Dachau) war ein deutscher römisch-katholischer Geistlicher und Märtyrer.

## Leben
Maximilian Witt studierte katholische Theologie in Breslau und Pelplin und wurde am 29. März 1914 ebenda zum Priester geweiht. Die Stationen seines Wirkens waren: Kaplan in Krojanke, Kiełpin/Kelpin und Hammerstein, ab 1924 Kurat in Rychnowy/Richnau und ab 1931 Pfarrer in Stegers.
Pfarrer Witt, Ortsgruppenvorsitzender der Zentrumspartei, hatte im nationalsozialistischen Rektor der Volksschule einen politischen Gegner. 1942 wurden ihm Verlesen des Möldersbriefs, Polenfreundlichkeit und die in einer Predigt geäußerte Auffassung vom Beichtstuhl als einer Oase der Wahrhaftigkeit vorgeworfen. Am 26. März 1942 wurde er verhaftet und kam über das Gefängnis Schneidemühl am 3. Juli 1942 in das KZ Dachau (Häftlingsnummer 30866), wo er am 20. Juli 1942 zu Tode gefoltert wurde. Er war 55 Jahre alt.

## Gedenken
Die Römisch-katholische Kirche in Deutschland hat Maximilian Witt als Märtyrer aus der Zeit des Nationalsozialismus in das deutsche Martyrologium des 20. Jahrhunderts aufgenommen.